# 冬季奥林匹克运动会澳大利亚代表团

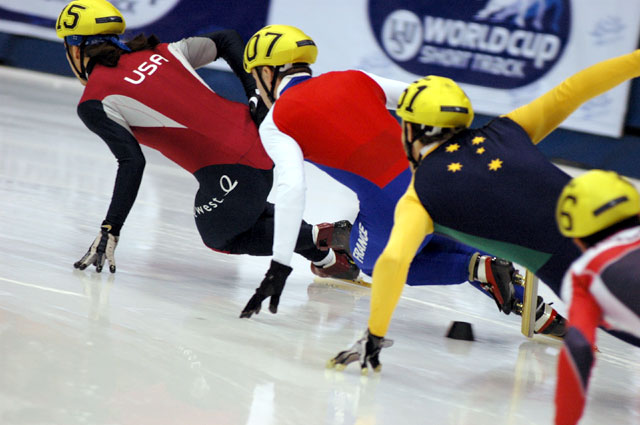
2004 年短道速滑世界杯薩格奈 (魁北克省)站中运动员马克·麦克尼（左起第三位）身穿绿色和金色配有南十字星比赛服。

澳大利亚于1936年首次参加在加米施-帕滕基兴举行的冬季奥运会。此后，除了1948年圣莫里茨奥运会以外，他们於每一届的冬奧會都没有缺席。
在前几届冬奥会中，澳大利亚队表现不佳。在1976年之前，只有两名运动员在他们的项目中名列前茅，而绝大多数运动员排名在后四分之一，有一些則是在最后一名。原因是澳大利亚的文化、气候、少雪的天气以及缺乏对运动员的支持：体育官员们认为对冬季运动的投资是徒劳的。
1956年，由于官员的疏忽，Geoff Henke的冰球队未能参加比赛。1976年，他被任命为球队经理。在此之后，比赛成绩慢慢开始好转，到1990年代，有些澳大利亚选手开始被视为奖牌的有力竞争者。随着比賽成绩的提高，政府开始增加对冬季运动的投入并创建了澳大利亚奥林匹克冬季学院还在奥地利购买了高山训练基地。
1994年，澳大利亚获得了第一枚奖牌（男子短道速滑5000米铜牌。之后， Zali Steggall于1998年在回转项目中获得铜牌，这是澳大利亚的第一枚个人赛奖牌。 2002年，Steven Bradbury夺得了短道速滑1000米冠军，Alisa Camplin赢得了空中技巧项目金牌，这使澳大利亚成为2022年之前唯一在冬季奥运会上获得金牌的南半球国家。
2006年都灵奥运会，澳大利亚派出40名选手参加10个大项的比赛。Dale Begg-Smith赢得男子自由式滑雪金牌，他们实现了获得一枚奖牌的目标。坎普林获得了她的第二枚奖牌，一枚空中技巧的铜牌。
2010年温哥华奥运会是澳大利亚最成功的冬季奥运会，他们夺得两金一银。Begg-Smith 夺得了单板滑雪银牌， Torah Bright和Lydia Lassila分别获得了女子单板滑雪u型池和高空自由式滑雪的冠军。
在2014 年索契冬奥会上，澳大利亚派出了有史以来规模最大的冬奥会代表队，共有60名运动员参加10项比赛，其中包括31名女运动员，成为澳大利亚第一支女运动员多于男运动员的奥运代表队。在这届冬奥会中，澳大利亚再次获得三枚奖牌，大卫·莫里斯（空中滑雪）和托拉·布莱特（单板滑雪u型池）获得银牌，莉迪亚·拉西拉（空中滑雪）获得铜牌。
总体而言，澳大利亚赢得了19枚冬季奥运会奖牌——6金、7银和6铜。

## 历史

### 早年的困难
在澳大利亚体育文化传统中，冬季运动次于夏季运动。 但人们对前者的兴趣和支持有所增加。 澳大利亚奥林匹克联合会(AOF) 的决策部门允许参加冬季运动，但冬季项目通常会被夏季运动代表否决。 
第一届冬季奥运会于 1924 年举行。 澳大利亚于 1936 年首次参加冬季奥运会，当时其唯一派出的运动员肯尼思·肯尼迪 ( Kenneth Kennedy ) 参加了速度滑冰比赛。 肯尼迪在 1500米和5000米的比赛中均位列第 33 位，几乎在积分榜垫底。 他完全是自己参赛，尽管AOF 批准了他参加冬奥会 ，但澳大利亚没有派相关人员出席。 
由于第二次世界大战的爆发，奥运会随后暂停。 澳大利亚没有派出代表队参加1948年冬季奥运会，但此后他们参加了每一届冬奥会，  1952年冬奥会上他们派出了9名运动员。 有五名滑雪运动员，两名越野滑雪运动员和三名速降滑雪运动员—他们要么未能完成比赛，要么成绩未知 ——三名花样滑冰运动员和一名速度滑冰运动员。阿德里安·斯旺和南希·伯利分别在花样滑冰比赛中获得第10名和第14名，是仅有的两名进入前20名的澳大利亚选手，但尽管如此，他们的成绩都没有进入前半。 伯利和花样滑冰选手格温妮丝·莫洛尼 ( Gweneth Molony ) 是首批代表澳大利亚参加冬季奥运会的女性运动员。 
在初期，澳大利亚对运动员的管理和支持相对较少。 Colin Hickey说他除了1952年为悼念英国国王乔治六世逝世的黑色臂章和领带之外，他从未收到过 AOF 的衣服。他还说澳大利亚官员“不了解我. . .他们所做的就是告诉我我必须做什么。” 希基 (Hickey) 没有教练，他18 岁就去欧洲参加比赛以此来锻炼自己。  直到1952 年才有了第一位相关辅助人员；罗伯特“乔治”奇泽姆是澳大利亚冬季奥运会代表队的第一任管理者。  Chisholm 当时错误地宣称这是澳大利亚在冬奥会上的第一次亮相，这突出了对行政管理的不重视。 
1956年冬奥会上，年轻时因身材矮小而错过冰球运动的“溜冰场老鼠”希基在第二次参加冬奥会时，在500米和1000米速度滑冰比赛中获得第七名。 后来他又在世界锦标赛上获得铜牌。 澳大利亚的其他九名选手则没有那么成功；两名男子花样滑冰运动员Allan Ganter和Charles Keeble在个人项目中虽位列前 15强，但却是倒数后25%， 而Mervyn Bower和Jacqueline Mason的双人组合在 Bower 受伤后未能上场。五名速降滑雪运动员表现最为不佳，他们最高成绩是第 33 名，平均位次是第 60 名， 都几乎垫底。 澳大利亚在1956 年冬奥会派出了第一位教练和女官员； C. Mason 管理滑冰者，Lillian Chisholm 担任监护人。 冰球队选择自己出资参加比赛，他们唯一需要 的就是获得AOF 的正式许可。但是，AOF 从未回应过他们的请求，因此他们无法参加比赛，并批评 AOF 对其不重视。还受影响的运动员之一是杰夫·亨克 ( Geoff Henke )，后来当他成为一名管理者时，因开始对冬季运动重视而受到称赞。 
澳大利亚在1960年派出31名运动员， 这是2006年冬奥会之前最大的一支队伍； 他们的规模因18人的冰上曲棍球队而大增，该队在六场比赛中全部失利，丢了83个球。 他们在两场小组赛中分别以18–1和12–1负于捷克斯洛伐克和美国，随后与另外两个预选赛小组垫底的芬兰队和日本队分在同一组。澳大利亚队与其他每支球队都进行了两场比赛，以确定九国比赛中最差的三支球队。他们输掉了所有四场比赛，总共丢了 53 个球， 只进了10个球。 
Hal Nerdal参加了北欧两项比赛，这是澳大利亚唯一一次在奥运会上参加这项项目， 并获得最后一名。 鲍尔和梅森因伤缺席四年后，创造了澳大利亚最好的成绩，在双人滑冰比赛中排名第 12 位，尽管如此他们仍然是倒数第二。 希基和两名男子花样滑冰运动员是仅有的进入前 20 名的澳大利亚人，尽管如此这样的成绩几乎垫底 。而克里斯汀·戴维成为第一个在滑雪比赛中闯入前 30 名的澳大利亚人， 尽管她也在竞争中排名倒数 20%。 运动员由七名工作人员陪同，这是澳大利亚在1988年前最大的后勤队伍。  Chisholm在他的正式报告中错误地指出，这是澳大利亚的第二次参与，而忘记了1936年、1952年和1956年派出的代表团。 
1960 年冬季奥运会后，人们对冰球的选拔标准和参与度之间的权衡展开了探讨。 在 1963 年的一次会议上，肯尼思·肯尼迪 (Kenneth Kennedy ) 抱怨冰球队没有出国参加比赛，因为他们不是世界级的，但除非他们有参加国际比赛的经验，否则永远无法具备竞争力。埃德加·坦纳 (Edgar Tanner ) 说：“我问冬季项目运动员，他们是否真的相信自己在体育领域处于世界级水平或者世界排名领先，他们是否能为澳大利亚增光。” 自行车运动员比尔杨不同意，他说“我认为奥运会首要的是竞技精神”， 但这一观点被坦纳否决了。 
与1960年的庞大队伍相比，随后奥运会的队伍规模有所缩减，是 1936 年以来最少的队伍。  1964年冬季奥运会因澳大利亚滑雪运动员罗斯米尔恩（在练习赛中坠毁）和一名英国雪橇选手的死亡而蒙上阴影。 米尔恩滑出赛道，撞到一棵树上。 国际奥委会成员问 AOF，米尔恩是否在缺乏经验的情况下被派去参加比赛，AOF 否认了这一说法。 澳大利亚官员约翰瓦格纳将事故归咎于一大群滑雪者，他们在练习期间聚集在球场下方，迫使米尔恩采取躲避行为。澳大利亚代表团认为训练安排规范，课程不安全。 澳大利亚除米尔恩外有五名滑雪者运动员。Christine Smith在两场比赛中排名前30，但其余选手排名第40或更低，他们都处于排名的后一半。  米尔恩的替补选手Peter Wenzel在速降滑雪和大回环比赛中均排名第68位。 
他一方面是想证明澳大利亚人可以参加最高水平的比赛，另一方面认为米尔恩死于缺乏经验的说法是一个烟雾弹，目的是掩盖糟糕的安全标准， 马尔科姆米尔恩代表澳大利亚参加了接下来的两届冬奥会，还获得了一次世界杯冠军，一次世锦赛季军。   1968 年，马尔科姆米尔恩在速降滑雪和障碍滑雪比赛中均获得第 24 名，这是澳大利亚当时在滑雪比赛中的最好成绩。 罗斯·马丁在两项越野项目中均获得第 60 名，而科林·科茨在两项速滑项目中分别获得第41名和第49名。 澳大利亚此次派出的的官员比运动员多，有五名参赛者和三名管理人员。 这种趋势在 1972 年的札幌奥运会上得到延续，当时有五名工作人员和四名运动员参加。这一次，马尔科姆米尔恩的排名上升，分别在速降滑雪坡和障碍滑雪比赛中排名第23和第24位，科茨也是如此，他在四项赛事中的三项都进入前 30 名，其中包括 10000 米赛事的第18名。 米尔恩被认为是奖牌争夺者，队伍官员认为，如果不是因为他差点摔倒，他很可能获得奖牌。 

### 亨克时代
在此前，澳大利亚一直表现不佳，冬季运动员经常受到夏季运动官员的嘲笑。在一次会议上，一位越野代表要求选出六名运动员，主席说需要七名，并解释说运动员们在雪地里迷路后，需要一只狗来寻找他们。很多人对此哄堂大笑。 
在 1968 年冬季奥运会之后，澳大利亚唯一的高山滑雪运动员是米尔恩，滑雪代表彼得布拉克斯兰表示，出于心理原因，澳大利亚不应单独派出滑雪运动员。 冬奥会队官员说，他的欧洲同行对澳大利亚的团队之小感到惊讶。由夏季奥运会代表主导的董事会的反应是冷漠的，威尔弗里德肯特休斯担心可能会选出没有竞争力的运动员。 对冬奥会的忽视一直持续到 1976 年亨克被任命为队伍官员。 亨克担任该职位长达二十年，直到伊恩·切斯特曼 (Ian Chesterman ) 于 1998 年接任。  此后，他晋升为 AOF 的副总裁， 并因开始对冬季运动的管理重视而受到赞誉。  在 亨克上任之前，Hickey 和 米尔恩是仅有的在任何项目中排名前半的运动员。  1981 年，亨克带着 AOF 董事会成员到澳大利亚阿尔卑斯山参加董事会会议，他利用当地环境来促进冬季运动。他说，下一届奥运会“是AOF第一次真正支持冬季代表队”。
科茨在 1976 年的因斯布鲁克奥运会上达到了巅峰。他参加了五项比赛，除了在 500 米比赛中获得第 25 名之外，在其余四项比赛中的成绩都在前11名。他在 10,000 米比赛中排名第六，在 1,500 米比赛中排名第八，在 5,000 米比赛中排名第十。 这是澳大利亚队第二次进入前 10 名， 并且一直是1994年前澳大利亚的最佳成绩。 另外五个滑雪运动员则表现不佳，他们总共参加了13场比赛，由于撞车和取消资格，他们只完成了7场比赛，只有一场比赛的成绩排在前30名。
1980年，澳大利亚的参赛队伍自1960年以来首次达到两位数，共有10名代表。 杰奎·考德鲁伊Jacqui Cowderoy 成为第一个在滑雪项目中进入前20名的澳大利亚人，在回转比赛中排名第17位。  彼得·凯恩和伊丽莎白·凯恩 （Peter and Elizabeth Cain）这对兄妹组合是澳大利亚20年来第一次参加花样滑冰比赛，排名第11位。 科茨未能再现四年前的表现，他取得了第18名和第19名的成绩。以上是澳大利亚所有进入前20名的成绩。
1984年，在萨拉热窝。斯蒂文·李Steven Lee 和卡梅隆·梅德赫斯特 Cameron Medhurst 分别在速降和花样滑冰个人赛中取得第19名的成绩。全部的11名运动员中再无人进入前20名。两名越野滑雪运动员和澳大利亚第一位奥运会双杠运动员安德鲁·保罗Andrew Paul在共计八个项目中，最好成绩只有第47名。 1988年卡尔加里Calgary奥运会上，澳大利亚派出15名运动员参加，这是澳大利亚首次参加雪橇比赛。两支双人雪橇队分别获得第23名和第26名，远远落后于对手。
尽管科茨书面上是作为竞赛者参与1988年的奥运会，但他实际只是一名教练，也应被禁止参加比赛。澳大利亚滑冰联盟本已拒绝选他加入运动员队伍，它们想给年轻运动员更多机会参加比赛。然AOF最终还是将科茨正式列为参赛选手，这样他就可以和其他人一起上冰训练，还人为增加了代表团的人数，为澳大利亚队争取更多的随行团队名额。但科茨被告知，尽管被列入名单，但只是为了作秀，他不能参加比赛。但到他的项目比赛时，他还是穿上了运动服，违抗了队里的命令，滑出了他的历史最好成绩。 亨克为此在镜头前公开指责科茨，但当他发现总理鲍勃·霍克给科茨发来贺电时，便不再做声。 但科茨所创造的澳大利亚最好成绩仅排第26名，他最终以此成绩告别了他的第六次，也是最后一次奥运会之旅。 他的速度滑冰队友迈克尔·里士满Michael Richmond和丹尼·卡Danny Kah都取得了前15名的成绩，梅德赫斯特是花样滑冰项目中唯一一名进入前20名的澳大利亚选手。
1992年法国阿尔贝维尔冬奥会被是为澳大利亚冬季运动新时代的潜在开端，人们希望能取得首枚奖牌。 澳大利亚的短道速滑接力队以世界冠军的身份进入1992年奥运会，但在半决赛遗憾落败。 当理查德·尼泽尔斯基在交接棒时失足撞到队友约翰·卡时，澳大利亚队本处于第三位。他们最终排名第四，未能进入决赛。在个人速度滑冰项目中，澳大利亚队的12次出发中只有4次进入前20名，最高排名止步第12名，只有一次进入前一半。 科尔斯蒂·马歇尔当时正在赢取1992年世界杯系列赛的过程中，也是女子空中技巧的热门选手之一  ，这是当年的竞技示范项目。但她落地时摔倒，最终取得第7名的成绩。 李在高山滑雪项目中取得了两次前20名的成绩，并在四个项目中进入所有选手总数的前半数，但大多数澳大利亚运动员在各项目中都位列后半数。 尽管结果不如人意，澳大利亚还是增加了对冬奥会的投资，于1993年在奥地利Austria 购买力一名为Sonnpark 的训练基地。 1992年的奥运会还将速度滑冰列为竞赛示范项目。澳大利亚又四名运动员获得了参加奥运会的资格，分别为尼克·科纳什、赖斯·赫斯提克、杰夫·塔斯克和丹尼尔·盖林。塔斯克和科什纳的资格在他们抵达奥运村后被取消了。

### 首次夺牌
1994年，短道速滑接力队为澳大利亚夺得第一枚奥运会奖牌，一枚铜牌。他们在半决赛中以第二名的成绩淘汰了日本和新西兰，成为参加决赛的四个队伍之一 这个四个人的队伍采取的计划是以拿到奖牌为第一要务，在保持前三位次的基础上，再至少击败其他三个竞赛对手中的一个。 在比赛过程中，加拿大队摔倒，远远落后于其他队伍。这意味着澳大利亚队只要保守比赛，避免碰撞，就能赢得一枚奖牌。在比赛的最后阶段，尼泽尔斯基本与美国队的对手争夺赛道位置，以获得银牌，但他考虑到在阿尔贝维尔的失误，它采取安全的措施，让出身位。 对于继1960年之后最庞大的参赛队伍来说，这无疑是一次成功的竞赛。在派出的27名选手中，前所未有地有五名取得了前十名的成绩。马歇尔在空中技巧的首轮比赛中排名第一，但在决赛中退居第六； 克利恩·里姆Kerryn Rim在15公里两项中排名第八 ；带领队伍拿到奖牌的史蒂文·布拉德伯里 Steven Bradbury和尼泽尔斯基分别在500米和1000米的短道速滑项目中排名第八和第十。 与前几届比赛不同的是，澳大利亚短道速滑运动员在八个单项的六个小项中都名列前茅。 然而，澳大利亚队在其余项目中都在比赛中位列后半数。
在1998年长野奥运会上，澳大利亚队的24名运动员被期以取得更多奖牌。 萨丽·斯特格尔几个月前成为第一个赢得世界杯赛事的澳大利亚女性运动员，世界排名上升至第六。  她在障碍滑雪中斩获铜牌，这是澳大利亚第一枚个人奖牌。 她用时1分32秒67，仅落后冠军0.27秒。 1997年和1999年的世界冠军马歇尔 和世界排名第二的杰奎·库珀虽都有望在空中技巧中有出色表现，但都出现失误摔倒，未能进入决赛。 1994年为澳大利亚赢得首枚奖牌的四人组中的三人——布拉德伯里、尼泽尔斯基和基兰·汉森 Kieran Hansen重返赛场，但最终只取得第八名的成绩。

### 金牌的突破
90年代赛事成绩的突破让人们对澳大利亚的冬奥之旅有更高的期待。在2002年冬奥会开始时，澳大利亚代表团团长伊恩·切斯特曼对团队说：“从历史上看，我们的冬奥队伍在战无不胜的大哥夏奥会队伍面前，是个一直被自我怀疑所折磨的孩子，打心眼里害羞。” 他补充道：“但随着时间的退役，我们已经对自己充满信心。”
澳大利亚在2002年参加了五个项目的比赛，  这是自1984年以来参赛项目最少的一次。 澳大利亚越野滑雪运动员们自1976年以来首次缺席，而雪橇运动员们自1988年澳大利亚首次参加该项目以来首次缺席。 这一部分是因为AOC的选拔标准高于IOC的标准。澳大利亚雪橇运动员威尔·奥斯特格伦抱怨称，“现在在盐湖城的队伍里，一半都是我们的手下败将，但不幸的是，我们却达不到AOC的超高要求。” 根据澳大利亚越野滑雪委员会的说法，比以往更加严苛的AOC选拔标准导致澳大利亚缺席2002年该项目的比赛。
2002年，澳大利亚队赢得了他们历史上第一块冬奥会金牌，这是南半球国家第一次在任何赛事中赢得金牌。澳大利亚的首枚冬奥会金牌是在极不可能的情况下获得的。1994年获得铜牌的接力队员史蒂文·布拉德伯里于2月17日赢得了1000米短道速滑的金牌，当时，除他以外所有的选手都在终点线前最后一个弯道摔出赛道。他在四分之一决赛和半决赛中都受益于其他选手失误，才最终取得了决赛的资格。布拉德伯里在四分之一决赛中位列第三，本应被淘汰。但世界冠军马克·加尼翁Marc Gagnon因妨碍比赛而被取消资格，澳大利亚队才得以晋级。
自半决赛起，布拉德伯里的策略就是跟在对手身后滑，期冀他们撞在一起，因为他意识到自己无法赶上他们的速度。 他的理由是，热门选手的冒险行为可能会造成失误，如果至少有两名选手相撞摔倒，剩下的三名选手都能获得奖牌。因为他比对手滑得慢，贸然挑战他们只会增加自己失误摔倒的风险。
在半决赛中，包括卫冕冠军在内的三名选手撞在了一次，布拉德伯里顺势跃居第二位，最终取得决赛资格。 在决赛中，布拉德伯里的滑行速度远远低于对手，在最后50米的时候，他还落后于倒数第二名15米左右。此时其他四个选手都撞在一起，布拉德伯里恰好避开冰上乱局，取得胜利。 这次不可能的胜利使布拉德伯里成为澳大利亚，乃至全世界范围内讨论的主角。
在连续赢得三届世界杯冠军后，  杰奎·库珀成为空中技巧项目的热门人选，但她在训练中受伤，在比赛的前几天被迫返回祖国。 爱丽莎·坎普林Alisa Camplin虽从未在世界杯比赛中获胜，  但在第二跳和最后一跳中积分领先后赢得冠军
2006年，澳大利亚派出40名运动员参加共10个项目的比赛，是历史上澳大利亚队参与人数和项目最多的一年，  澳大利亚官员公开表示了他们对奖牌的期待。 有望获得空中技巧奖牌的莉迪亚·伊洛迪亚克努Lydia Ierodiaconou在资格赛第二跳中落地时受伤，而在资格赛中排名第一的杰奎·库珀则在决赛中两跳都落地失误摔倒。坎普林在比赛中拿到铜牌，这是她的第二位冬奥会奖牌。 戴尔·贝格·史密斯Dale Begg-Smith是单板滑雪的种子选手，在该项目中最终获得金牌。 托拉·布莱特Torah Bright被评为单板滑雪U形场地的夺牌热门选手， 但以第五名结束比赛。 达蒙·海勒Damon Hayler被评为单板越野滑雪的夺牌热门选手，最终排名第七。 米歇尔·斯蒂尔Michelle Steele不到两年前，还是一名沙滩短跑beach flag运动员，她被人为在雪橇比赛中获得奖牌，但由于对赛道的技术性和可怕程度缺乏经验，她最终排名第13。 由于只有8支队伍参加了男子短道速滑接力比赛，澳大利亚队从概率上看有很大机会赢得比赛， 但最终未能进入决赛。
2010年，澳大利亚队迎来了最成功的一届冬奥会，以两金一银结束当年的冬奥之旅，此外还有七名选手成绩排名前十。 旗手布莱特重返赛场，并斩获金牌。 她在决赛第一轮失误摔倒，于是只有两轮分数能被计算在内。由于在第一轮排名垫底，她在第二轮的第一个出场，但取得了全场最高分。后面出场的选手也无法与她抗衡，于是她取得了最终的胜利。 2020年，莉迪亚·拉西拉夺得金牌。她以世界杯卫冕冠军的身份参赛，且在最近的世界杯比赛中创造了新的纪录，是最受欢迎的选手。 她在第一跳后排名第二，但在最后一跳中取得了高分。而此前领先的中国选手徐梦桃Xu Mengtao在第二跳时没能干净落地。库珀重返赛场参加最后一役，以第五名的成绩收山。 贝格·史密斯在连续赢得三届世界杯后，再次成为热门选手，  但被当地滑雪运动员亚历山大·比罗多Alexandre Bilodeau以微弱优势击败。
为了让俄罗斯出生的短道速滑运动员Tatiana Borodulina能顺利参加比赛，澳大利亚为她的公民身份开了绿灯。她在两个项目中都进入了半决赛，分别排名第7和第11。 在单板越野滑雪比赛中，海勒排名第10，而在资格赛中速度最快的亚历克斯·普林Alex Pullin在第一轮比赛中失误摔倒。 斯科特·耐勒Scott Kneller在男子越野滑雪中排名第7， 霍利·克劳福德Holly Crawford在单板滑雪U形场地中排名第八，爱玛·林肯·史密斯Emma Lincoln-Smith在钢架雪车比赛中排名第10。
2014年俄罗斯索契冬奥会上，澳大利亚队共赢得了三枚冬奥会奖牌，并有15名运动会取得前10的名次，这与2010年温哥华冬奥会的9名相比有了显著提高。此外，澳大利亚队还有27名运动员进入前16名，而四年前在温哥华，这个数字仅为15名。
这是一支创造历史的队伍。托拉·布莱特在2010年温哥华冬奥会的一枚金牌的基础上再填一枚银牌，成为澳大利亚最成功的冬奥会女运动员。布莱特在索契冬奥会上是唯一一位在一届冬奥会中尝试三个单板滑雪项目的运动员——坡面障碍技巧、U形场地和障碍追逐。大卫·莫里斯是澳大利亚队在索契冬奥会上唯一的男性空中技巧运动员，他在男子自由式滑雪空中技巧决赛中完成了一套直体翻腾三周接转体四周的动作，谱写了自己的奥运历史。莫里斯的这一跳拿到了110.41的分数，最终取得银牌。因其成就，他被授予后来在闭幕式上手持澳大利亚国旗的荣誉。同为空中技巧选手，冬奥会空中技巧卫冕冠军莉迪亚·拉西拉在索契创造了历史。莉迪亚在女子决赛中选择了一个在该运动历史上没有其他女性尝试过的技巧，即直体翻腾三周接转体四周，这一高难度跳跃拿到72.12分，最终助她拿下银牌。这项历史性的尝试将女子空中技巧带向了新的高度。 拉西拉也是第一位为澳大利亚赢得冬奥会奖牌的女性运动员。雪橇运动员贾娜·皮特曼成为第一位同时参加夏季和冬季奥运会的女运动员。卡勒姆·沃特森和艾米·沃特森成为第一个在同一届冬奥会上参加越野滑雪的兄妹。亚历克斯·阿尔穆科夫在20公里个人赛中排名第35名，创造了澳大利亚男子两项的最佳成绩。其他历史最佳成绩有：约翰·法罗在男子钢架雪车比赛中获得第17名、贝勒·布洛克霍夫在女子单板滑雪越野比赛中获得第8名、肯特·卡利斯特在男子单板U形场地比赛中获得第9名。